# Amt Wusterwitz
Urząd Wusterwitz (niem. Amt Wusterwitz) - urząd w Niemczech, leżący w kraju związkowym Brandenburgia, w powiecie Potsdam-Mittelmark. Siedziba urzędu znajduje się w miejscowości Wusterwitz.
W skład urzędu wchodzą trzy gminy:
1. Bensdorf
2. Rosenau
3. Wusterwitz